# 博格朗鎮區 (密歇根州)
博格朗鎮區（英語：Beaugrand Township）是位於美國密歇根州希博伊根縣的一個行政鎮區。

## 地方資料
博格朗鎮區的面積為61.90平方千米，當中陸地面積為61.70平方千米，而水域面積為0.20平方千米。根據2020年美國人口普查的數據，當地共有人口1092人，而人口密度為每平方千米17.64人。